# Sol sonriente

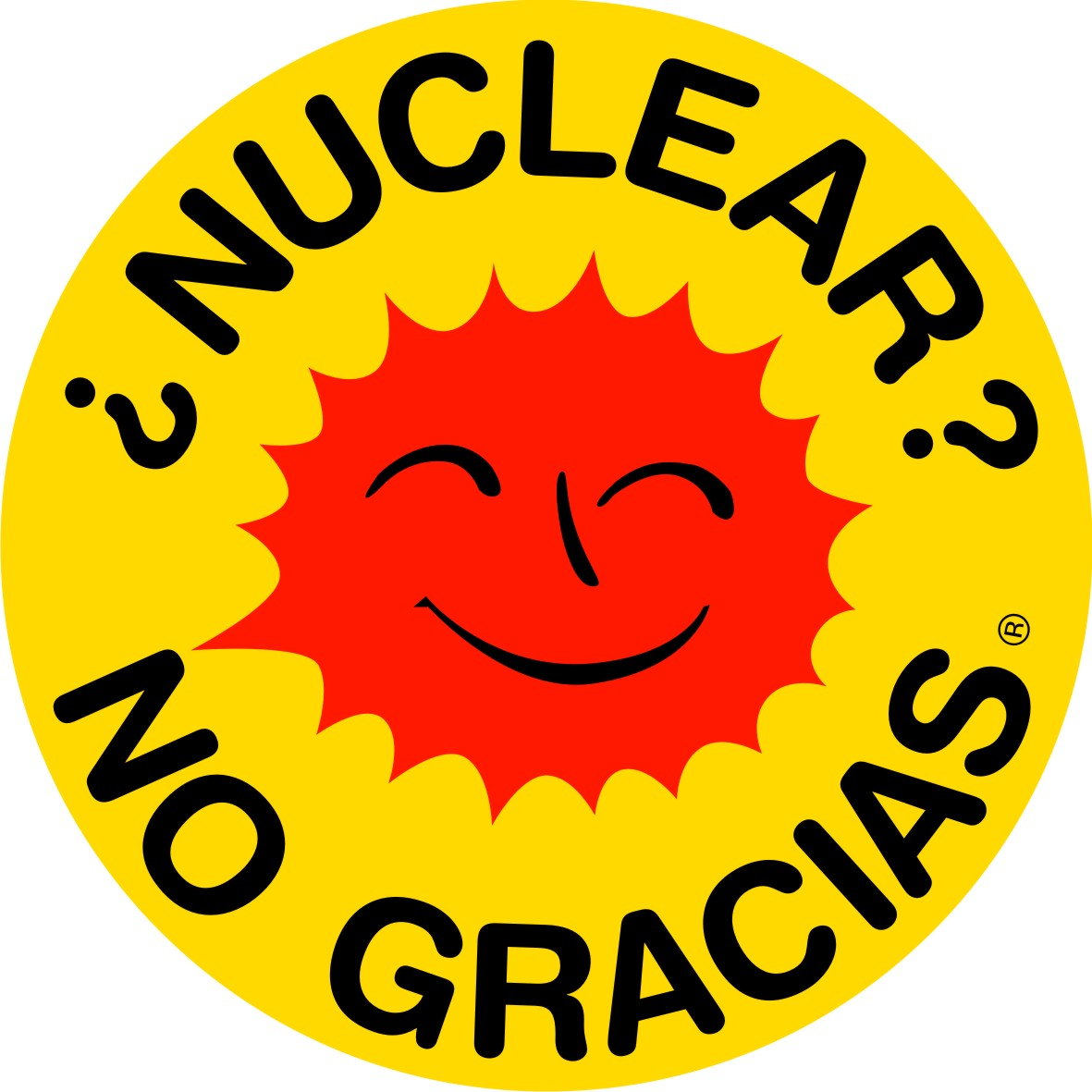
Logo del «Sol sonriente» (versión en lengua española)

El emblema antinuclear ¿Nuclear? No gracias (Originalmente en danésː Atomkraft? Nej tak) o «Sol sonriente» es un símbolo internacional adoptado por los movimientos cívicos antinucleares en todo el mundo. Creada en 1975. La versión en español se instauró en mayo de 1977. Hoy continúa en uso.
El diseño es obra de la danesa Anne Lund, quien lo realizó en 1975, en el marco de la campaña de su organización OOA (Organisationen til Oplysning om Atomkraft/Organization for Information on Nuclear Power). La imagen de Lund se basó en el dibujo ganador de una competición realizada en varias escuelas danesas organizada por la OOA.
El símbolo es propiedad de la Fundación OOA, colectividad sin ánimo de lucro que vela por su buen uso. Lo protege contra alteraciones o de su apropiación por entes con fines comerciales u organizaciones políticas.
Con este fin, desde 1977, el símbolo fue registrado como marca en todo el mundo, incluidos los registros de marcas de Estados Unidos y de la Unión Europea.

## Uso indebido
El símbolo del «Sol sonriente» ha sido protagonista de diversos casos de uso indebido en España. En enero de 2011 la revista Cambio 16 publicó una versión alterada del logo con el texto «Sin tabaco, gracias». Después de una queja formal de la Fundación OOA, Cambio 16 publicó una nota aclaratoria en el primer número de febrero.
La Fundación OOA prohíbe a partidos políticos el uso del emblema antinuclear. Por este motivo también ha actuado de oficio por usos indebidos realizados por Izquierda Unida, Iniciativa per Catalunya Verds, Andalucía Verde-Los Verdes y Equo.

## Sindéresis
Por congruencia ortográfica, el logo, o lema, o moto en español requiere una pausa indicatriz de una decisión firme y de una conclusión así mismo irrevocable. Debería ser: No. Gracias.[cita requerida]

## Enlaces
- «The Smiling Sun».

- Datos: Q757620
- Multimedia: Smiling Sun / Q757620